# みなくる
みなくるとは、ビック東海が運営していたコミュニティサイトである。2005年サービス開始、2013年8月30日をもって全サービスを終了した。
サービス名の「みなくる」は「皆が来るサイト」になって、利用者同士の交流が作られることを願って名付けられたもの。

## 特徴
- 公開型ソーシャルネットワークポータル である。
- 基本利用は無料、一部コンテンツの利用には会員登録が必要になる。
- 2007年2月末時点での会員数は125,000人。

## 沿革
- 2005年
  - 11月28日 「みなくる」のサービスとして「みなくるホーム」サービス開始
  - 11月30日 新サービス「みなくるペットバンザイ」サービス開始
- 2006年
  - 4月10日 新サービス「みなくるSTAGE」サービス開始
  - 8月18日 新サービス「みなくるビデオ」ベータ版サービス開始
  - 12月8日 「みなくるビデオ」正式版サービス開始
- 2008年
  - 6月11日 新サービス「みなくるドリル」サービス開始
  - 9月24日 新サービス「みなログ」サービス開始
- 2012年8月20日 「みなくるホーム」への不正アクセス攻撃による会員情報漏洩が発生。セキュリティ見直しのためサービスを停止
- 2013年8月30日 全てのサービスを終了

## サービス

### みなくるホーム
アバターサービス。アバターだけではなく、マイルームのコーディネイトもできる。また、日記や写真、掲示板の利用も可能。
- 公開型SNSである
- マイアバター、マイルームが利用できる
- 基本利用は無料、誰でも登録することができる
- PC、携帯電話から利用ができる。
- 月額315円でプレミアムサービス（有料サービス）会員になれる

#### 機能
- アバター機能

みなくるホーム上で自分自身を表すキャラクターがアバター。アイテムショップで購入した衣装やアクセサリー、ペット、背景などでアバターを楽しく綺麗にコーディネートしたり、ヘアスタイルや表情まで変たりすることができる。様々なアイテムの組み合わせを工夫して、自分だけのアバターを表現する事ができる。
- マイルーム機能

アバターを着替えるように、自分自身の部屋「マイルーム」も気分に合わせて模様替えをすることが出来る。自由にレイアウトして、部屋や屋外セットなどの好きな空間にコーディネートできる。マイページの紹介・ログイン状況など、いろんなメッセージをつけることも可能。
- 日記機能

基本的にはブログ機能のようなもの。日記毎に「公開」/「非公開」/「友達のみに公開」の3段階の表示設定が可能。コメントをつける事もできる。プレミアムサービス会員になると HTML 入力支援機能が利用でき、HTMLの知識がなくても、文字の修飾やリンクの貼り付けなどの操作を簡単に行うことができる。
- 写真集機能

友達や誰かに見てもらいたい写真や画像を写真集にアップする事ができる。コメント機能があるので、公開してからもいろいろな交流が楽しめる。カテゴリ毎に写真集を分けることも可能。
- 掲示板機能

マイページに自分の掲示板を合計6つまで作成することができる。公開区分を非公開に変更することで、パスワードがないと入れない、シークレット掲示板を作成することも可能。
- 足跡機能

他のみなくるホーム会員のマイページを訪れた際、一言置いていくことのできる機能（足跡の保存期間は1ヶ月）。
- クラブ機能

共通の趣味・興味などを持つメンバー同士が集まり、情報共有や交流ができるサービス。掲示板・アルバム・アンケート調査・スケジュールなどの機能がある。クラブに加入すると、各メニューへの投稿ができ、共有したい情報を発信することができる。また投稿に対してコメントすることもでき、自分の考えを表現することができる。

### みなくるペットバンザイ
犬を中心としたペット情報発信サイト。

### みなくるSTAGE
インディーズ音楽発信サイト。アーティストの要望により楽曲の有料配信も行う。
- 無料会員は20MBのアップロードスペースが提供される。
- 有料会員は100MBのアップロードスペースが提供される。
- 対応アップロードファイル形式は、mp3、wma、wmv。
- オリジナル楽曲のほか、PV（動画）も公開できる。
- 携帯電話による視聴機能あり。
- 全国のライブハウス検索機能あり。
- カテゴリ別掲示板あり。
- プレイリスト機能あり。
- アーティストの要望によりサイト上にて楽曲の有料販売を行っている。

### みなくるビデオ
動画共有サイト。投稿した動画を共有できる。
- 最大利用容量は無料会員で100MB、有料会員は1GBまで利用できる。
- 1投稿あたりの最大ファイルサイズは無制限。
- 放送局を開設することができる。
- 番組への5段階の評価システムがある。
- 番組や放送局へのコメント機能がある。
- 自分の動画コンテンツを他人の放送局に参加させることができる。
- みなくるホームの利用者はアバターと連動したマイページを持つことが出来る。
- アップロードできる動画ファイル形式は3GP・3GP2・AVI・FLA・MOV・MPEG-1・MPEG-4・H.263・H264・WMV。
- 携帯電話からの動画投稿が可能（携帯電話での動画閲覧機能もリリース予定）。
- ポットキャスティングに対応。

### みなくるドリル
問題に答えながら遊び感覚で学べる外国語学習サイト。

### みなログ
みなログ（みなくるミニブログ）は、短い言葉でゆるくつながるミニブログサービス。おすすめユーザーを紹介する「おすすめエンジン」も搭載。
基本利用は無料、誰でも登録することができる。パソコン、携帯電話から利用ができる。